# Jak zapomnieć
Jak zapomnieć – ósmy singel zespołu Jeden Osiem L z albumu Wideoteka, wydany w 2003 roku.

## Opis
Autorem tekstu i wykonawcą utworu jest Łukasz Wółkiewicz, natomiast kompozytorem jest Krzysztof "Tofson" Bączek. Utwór zajmował 1. miejsce na Szczecińskiej Listy Przebojów, Liście Przebojów Radia PiK oraz 2. miejsce na Liście 30 ton.
Utwór znalazł się także na płytach: Walentynki po polsku (2014). Covery utworu wykonali: Dawid Kwiatkowski, Maryla Rodowicz i Magdalena Tul. 
W utworze wykorzystano fragment utworu „Overcome” zespołu Live, przez co zespół był oskarżany o plagiat. Grupa wydała oświadczenie, w którym stwierdziła:

W związku z aferą wokół nas związaną z domniemaną kradzieżą sampla, chcielibyśmy powiedzieć, ze hip hop ogólnie bazuje na zapożyczeniach i przykładów na to można by wymieniać mnóstwo

## Twórcy
- Wokal: Łukasz Wółkiewicz
- Kompozytor: Krzysztof "Tofson" Bączek
- Autor tekstu: Łukasz Wółkiewicz